# Exalloniscus coecus
Exalloniscus coecus är en kräftdjursart som först beskrevs av Dollfus 1898.  Exalloniscus coecus ingår i släktet Exalloniscus och familjen Oniscidae. Inga underarter finns listade i Catalogue of Life.